# Bosnisch-herzegowinisch-deutsche Beziehungen

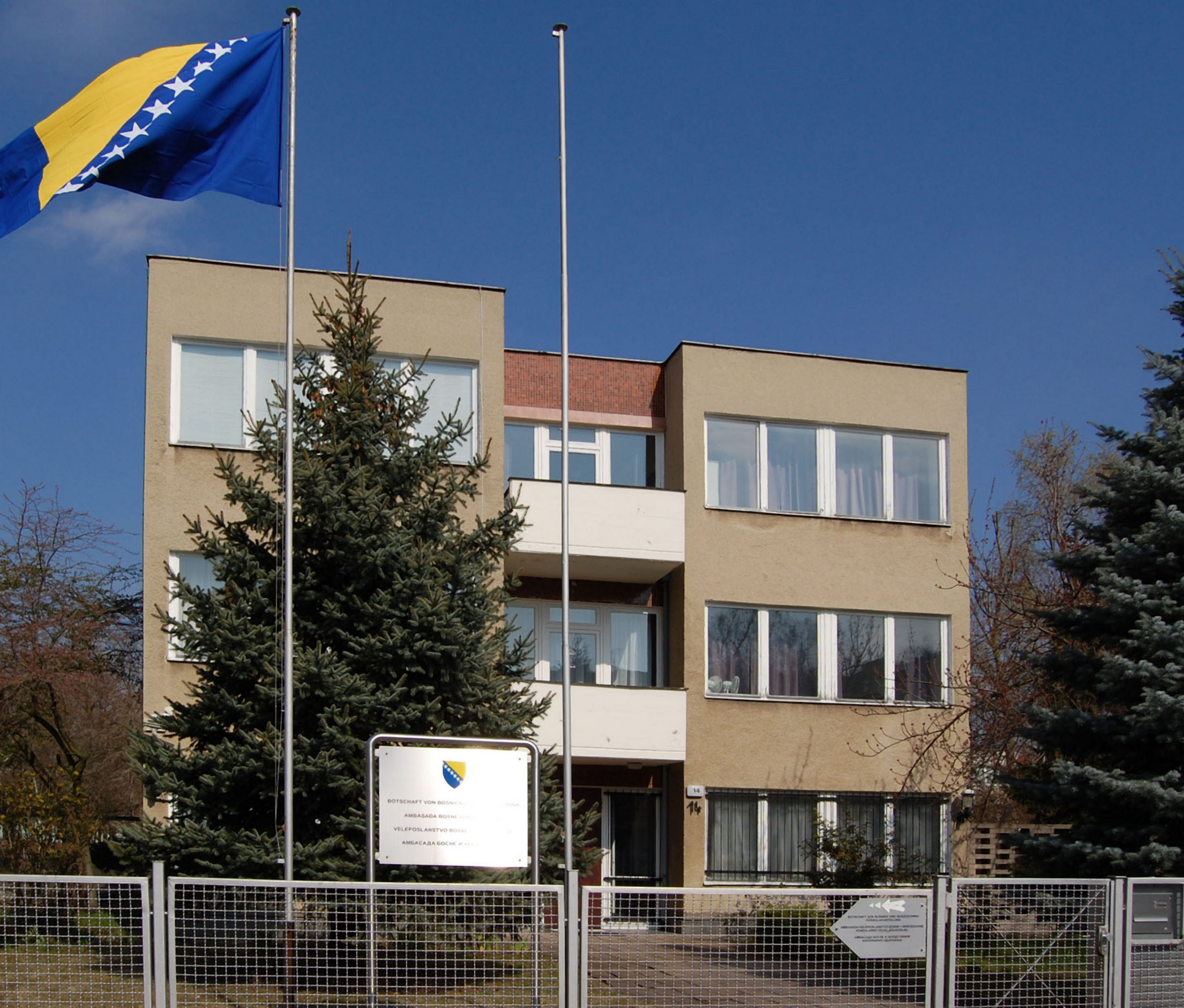
Botschaft von Bosnien und Herzegowina in Berlin

Zwischen Bosnien-Herzegowina und Deutschland bestehen seit 1992 diplomatische Beziehungen. Bosnien und Herzegowina verfügt über eine  Botschaft  in Berlin und Generalkonsulate in Frankfurt am Main, München und Stuttgart. Ein Honorarkonsul residiert in Leipzig. 
Deutschland unterhält eine Botschaft in Sarajewo.
Beide Staaten sind Mitglieder der Organisation für Sicherheit und Zusammenarbeit in Europa (OSZE) und des Europarates.

## Geschichte
Im späten 13. oder frühen 14. Jahrhundert kamen deutsche Bergleute, so genannte „Sachsen“ (Sasi), aus Ungarn nach Bosnien.
Ab 1878 beziehungsweise 1908 war Bosnien und Herzegowina Teil Österreich-Ungarns und somit automatisch mit diesem Verbündeter des Deutschen Reiches im Ersten Weltkrieg. Nach dem für die Mittelmächte verlorenen Krieg kam es zum neugegründeten Jugoslawien. 
Im  Zweiten Weltkrieg hatten die Achsenmächte unter Führung Deutschlands nach dem Überfall auf Jugoslawien 1941 den „Unabhängigen Staat Kroatien“ proklamiert. Er umfasste neben Kroatien ganz Bosnien und die Herzegowina. Bis 1945 hatte das Land unter deutscher Besatzung zu leiden. Nach Kriegsende wurde Bosnien und Herzegowina wieder Teil des nunmehr sozialistischen Jugoslawiens. Im Rahmen des Sturzes des Kommunismus in Osteuropa begann Jugoslawien zu zerfallen. Deutschland erkannte die Unabhängigkeit des Landes am 6. April 1992 an und nahm im November des gleichen Jahres diplomatische Beziehungen auf. 
Während des Bosnienkriegs nahm Deutschland von allen EU-Ländern die meisten bosnischen Flüchtlinge auf und bemühte sich unter anderem im Rahmen der internationalen Kontaktgruppe und dann im Rahmen des den Krieg beendenden Abkommen von Dayton zusammen mit seinen internationalen Partnern um eine friedliche Lösung des Konflikts. Seit Kriegsende engagiert sich Deutschland auf vielfältige Weise für Bosnien und Herzegowina, beispielsweise im Rahmen der Entwicklungszusammenarbeit und der SFOR beziehungsweise seit 2004 der EUFOR-Mission Operation Althea und ist heute einer der wichtigsten europäischen Partner des Landes auch bei dessen Heranführung an die Europäische Union.

## Diplomatischer Austausch
Die Parlamentariergruppe Bosnien und Herzegowina pflegt die Beziehungen zwischen dem Deutschen Bundestag und dem Abgeordnetenhaus von Bosnien und Herzegowina. Vorsitzende in der 18. Wahlperiode ist Marieluise Beck (Bündnis 90/Die Grünen). Stellvertretende Vorsitzende sind Michael Brand (CDU/CSU), Josip Juratovic (SPD) und Harald Weinberg (Die Linke).